# Papara
Papara – miasto w Polinezji Francuskiej; na wyspie Tahiti; 10 tys. mieszkańców (2006). Przemysł spożywczy.